# I figli della violenza
I figli della violenza (Los olvidados) è un film del 1950 diretto da Luis Buñuel, vincitore del premio per la miglior regia al Festival di Cannes 1951. Nel 2003 la copia del film conservata presso la Filmoteca della UNAM a Città del Messico è stata inserita dall'UNESCO nel Registro della Memoria del mondo.

## Trama
Al centro del film vi è la vita di tre ragazzi di strada della periferia di Città del Messico: Pedro, Ojinto ed El Jaibo. Quest'ultimo si distingue dai primi due per il fatto che è un vero ragazzo di strada, senza famiglia, mentre Ojinto ha appena perso il padre e lo cerca durante il film, senza riuscirci, mentre Pedro vive con la madre, vedova e alle prese con cinque figli. Altri personaggi, come il musicista cieco e la ragazzina che vive nella casa accanto a quella di Pedro, sono ugualmente importanti e impreziosiscono questo affresco di umanità e brutalità.

## Critica
Il regista racconta di come inizialmente suoi amici comunisti di Parigi fossero disgustati dal film. Il critico cinematografico Georges Sadoul, suo vecchio amico, gli disse, sugli Champs Elysées, con molta tristezza: "Non puoi immaginare quanto il tuo film ci metta a disagio, perché ha un'ideologia borghese. Mostri come molto umani un professore borghese e uno stato borghese, perché rigenerano i bambini. Presenti come utile la polizia in una scena in cui un poliziotto impedisce a un pederasta di abbordare un bambino. Noi ce ne doliamo: questo ci rattrista. Ci sembra un film a favore della morale borghese". «Le cose cambiarono quando Pudovkin elogiò il film sulla Pravda. E alcuni critici che avevano attaccato il film cominciarono a dire che era molto buono».

## Riconoscimenti
- Festival di Cannes 1951
  - Premio per la miglior regia